# Фердинанд II (ерцгерцог Австрії)
Фердинанд II (14 червня 1529, Лінц — 24 січня 1595, Інсбрук) — ерцгерцог Австрійський, правитель Передньої Австрії й Тіролю з 1564 до своєї смерті.

## Коротка біографія
Другий син імператора Фердинанда I та його дружини Анни Богемської й Угорської.
За наказом свого батька у 1547 році він став займатись управлінням Богемії. У 1556 вів кампанію проти турків в Австрії. Після смерті батька 1564 року, Фердинанд отримав Тіроль і Передню Австрію. Також, на бажання свого брата Максиміліана II він залишився намісником в Празі до 1567 року. На своїх землях Фердинанд впевнився у впровадженні католицької контрреформації. Він був великим прихильником мистецтв. У дійсний час його колекції знаходяться у Музеї історії мистецтв у Відні.

## Шлюб та діти
У 1557 році він потайки одружився із Філіпіною Вельзер, дочкою банкіра з Аугсбурга, й мав від неї дітей. Шлюб було узаконено імператором у 1559 році в умовах секретності. Їхні діти носили титул Австрійські, але були цілком виключені з лінії спадкування. Сини отримали титул маркграфів Бургау, старовинного володіння Габсбургів у Передній Австрії.
Діти:
- Андреас (1558—1600), кардинал, єпископ, маркграф Бургау,
- Карл (1560—1627), князь Бургау,
- Філіп (1562—1563),
- Марія (1562—1563), сестра-близнючка Філіпа.

Після смерті Філіпіни Фердинанд у 1582 році одружився зі своєю племінницею Анною Катериною (1566—1621), дочкою Вільгельма I, герцога Мантуї.
Діти:
- Анна Елеонора (1583—1584),
- Марія (1584—1649), черниця,
- Анна (1585—1618), дружина імператора Маттіаса.

## Завершення життя
Після смерті ерцгерцога Тіроль було об'єднано з володіннями Габсбургів, оскільки його діти від першого шлюбу були виключені зі спадкування, а у другому народились тільки дочки. Його молодша дочка вийшла заміж за імператора Маттіаса, який отримав Передню Австрію.